# 박흥숙
박흥숙(朴興塾, 1954년 ~ 1980년)은 광주광역시 무등산에서 철거반원을 살해한 사건으로 체포되어 처형된 도시 빈민이며 무등산 타잔이라는 별명으로 불렸다.

## 생애
1954년 전라남도 영광군 출생으로 원래부터 찢어지게 가난한 집안이었는데 초등학교 5학년 때 아버지가 먼저 사망했고 뒤이어 친형마저 불의의 사고로 사망하면서 더욱 더 형편은 어려워졌다.
이후로 가족들이 생계를 위하여 뿔뿔이 흩어져서 지내야 했으며 얼마나 힘든 형편이었는지 그의 초등학교 생활기록부를 보면 우수한 학업성적과 더불어 가정의 가난함 정도에 대해서 알 수 있다.
1970년 초등학교 졸업 후 중학교에 합격했지만 돈이 없어 진학을 못했고 광주광역시 시내로 상경하여 열쇠 수리공으로 취직했지만 시내에서 집을 구할 수 없었던 그와 가족들은 무등산 덕산골에 정착하여 움막집을 지었다.
얼마나 찢어지게 가난한 생활을 했는지 움막집에 전기는커녕 수도시설도 안 좋았을 터인데 그는 온 가족이 같이 살 수 있게 된 것에 감사함을 느꼈다고 한다.
그러나 1977년 4월 20일 광주광역시 동구청 소속 건설반장 오종환과 동구청 소속 7명의 일용잡급직 철거반원들이 무등산 주변의 무허가 주택을 철거하면서 집에 불을 질렀을 때에 그의 어머니가 뼈빠지게 모아서 이사갈 때 쓰려고 천장에 감춰 둔 돈 30만원이 집과 함께 타버릴때는 화가 난 여동생을 말리는 어른스러운 모습을 보인다.
"더 윗쪽에 가시면 노인분들이 사시는 곳이 있으니 거기는 제발 불지르지 말라"고 당부했음에도 어김없이 그 자리에도 불을 지르고 말았고 이 일로 박흥숙은 화를 주체를 못하면서 쇠망치를 들고 철거반원들에게 맞서기 시작한다.
철거반원들을 끈으로 묶은 후 사과하라고 했지만 철거반원들도 화가 났던지 같이 악을 쓰자 광주시장에게 항의하기 위해 끌고 가다가 끈을 풀자마자 4명(오종환, 이건태, 양관승, 윤수현)을 망치로 휘둘러 살해하고 1명(김영철)을 중태에 빠뜨렸다.
범행을 참작할 만한 사정이 언론에 알려지자 사형만은 안된다는 구명운동이 일었지만 5·18 광주 민주화 운동이 진압된지 얼마 안된 1980년 크리스마스 이브날 무렵 광주교도소에서 사형 집행을 받았다.

## 관련 작품
- 무등산 타잔, 박흥숙